# CFM-ID
CFM-ID (Competitive Fragmentation Modeling for Metabolite Identification) ist ein Toolkit zur Vorhersage von Massenspektren, Identifizerung von Metaboliten sowie zur Generierung von Fragmenten und Annotation von Peaks in der Tandem-Massenspektrometrie. Die Arbeitsgruppe der University of Alberta bietet die Algorithmen über einen Webservice an. Mit Version 3.0 wurde die Vorhersage verbessert und ein regelbasiertes Modul hinzugefügt, dass Spektren von Lipiden besser vorhersagen kann sowie der Quelltext teilweise veröffentlicht. In Version 4 wurde erneut die Vorhersagequalität verbessert in dem unter anderem Ringöffnungen anders modelliert werden. Die handgeschriebenen Regeln umfassen nun Acylcarnitine, Acylcholine, Flavonole, Flavone, Flavanone und Flavonoidglykoside. In der zugrundeliegende Datenbank wurde sowohl die Anzahl berechneter als auch experimentell ermittelter Spektren erhöht.